# Neoplea
Neoplea – rodzaj wodnych pluskwiaków różnoskrzydłych z rodziny pianówkowatych.

## Taksonomia
Takson opisali w 1928 roku Esaki i China. Dawniej traktowany był jako podrodzaj Plea (Neoplea) w obrębie rodzaju Plea.

## Występowanie
Rodzaj ten obejmuje gatunki żyjące w Ameryce Północnej i Południowej.

## Systematyka
Do podrodzaju tego należą gatunki:
- Neoplea apopkana (Drake et Chapman, 1953)
- Neoplea notana (Drake et Chapman, 1953)
- Neoplea striola (Fieber, 1844)